# Баниягхуб, Джила
Джила Баниягхуб (перс. ژيلا بنى يعقوب‎; род. 21 августа 1970) — иранская журналистка и активистка движения за права женщин. Она является главным редактором сайта Kanoon Zanan Irani («Фокус на иранских женщинах»). Баниягуб замужем за журналистом Бахманом Ахмади Амуи, редактором деловой газеты «Сармайех».

## Ранние годы
Баниягуб родилась 21 августа 1970 года в Иране. Баниягуб очень рано начала интересоваться происходящим в её стране. В возрасте 11 лет она написала рассказ о детях и бедности, который был опубликован в крупной ежедневной газете «Кайхан». Её учителя поощряли её писательский талант. Они же в политическом отношении выступали против консерваторов, захвативших власть в Иране, некоторые из них были арестованы и преследовались за свои политические взгляды. Эти обстоятельства оказали важное влияние на последующее развитие Баниягуб в качестве политического журналиста.

## Карьера журналиста
Баниягуб начинала свою журналистскую карьеру, работая в ежедневной газете «Хамшахри», параллельно учась в колледже Университета имени Алламеха Табатабайи. Также она трудилась в газете «Сармайех», а впоследствии стала главным редактором веб-сайта Kanoon Zanan Irani, где авторами выступают живущие как в Иране, так и за его пределами, пишущие о проблемах, касающихся положения женщин. Её сайт неоднократно подвергался цензуре со стороны иранского правительства. В качестве журналиста Баниягхуб столкнулась с преследованием за свою деятельность: неоднократно арестовывалась, была избита и заключалась в тюрьму за свои репортажи. Работая в газете «Сармайех», Баниягхуб начала вести колонку, посвящённую месту женщин в экономике, в которой она брала интервью у соответствующих экспертов. В 2008 году руководством газеты прекратило публиковать эту колонку. Баниягхуб путешествовала по всему Ближнему Востоку, включая Афганистан, Палестину, Ливан, и Сирию в 2001—2002 годах. Она писала о женщинах и беженцах, с которыми столкнулась во время своих поездок, освещая вопросы социальной и правовой дискриминации. Баниягхуб была арестована в июне 2006 года, когда иранские силы безопасности разгоняли мирное собрание активисток, выступавших за права женщин перед Тегеранским университетом, где она освещала это событие для «Сармайеха». Также её задержали в марте 2007 года, когда она брала интервью у выступавших напротив Исламского революционного суда, где судили активисток за права женщин. Она была заключена в тегеранскую тюрьму Эвин, где её с завязанными глазами подвергли многочисленным допросам. Позже, в сентябре 2008 года, она была отправлена в тюрьму после того, как была признана виновной в «нарушении общественного порядка», невыполнении требований полицейских и пропаганде против исламского режима. В июне 2009 года Баниягхуб была арестована во время освещения поствыборных протестов в Иране и была освобождена в августе того же года. В 2010 году Иран приговорил Баниягуб к тюремному заключению на один год и запретил ей публиковаться в течение 30 лет из-за беспорядков после выборов.
Баниягхуб является одним из инициаторов кампании «Миллион подписей за равенство», направленной на изменение дискриминационных в отношении женщин законов в Иране. Она также опубликовала книгу «Журналисты в Иране», в которой рассказала об опыте иранских журналистов и женщин, находящихся под давлением, а также о некоторых её собственных переживаниях. Вторая её книга «Женщины Эвина: Палата 209» была посвящена её непосредственным наблюдениям за женщинами-заключёнными в тюрьме Эвин в Тегеране и была опубликована за пределами Ирана.